# Bronhie
Bronhiile sunt ramificații ale traheei care au inelele cartilaginoase complet închise. La om traheea se continuă cu două bronhii principale, dreaptă și stângă, care se ramifică în cinci bronhii secundare sau lobare; două bronhii secundare pentru plămânul stâng și trei bronhii secundare pentru plămânul drept. Bronhiile lobare se continuă stegmenrate care se divid în bronhiole lobulare, care la rândul lor se ramifică în bronhiole respiratorii, ramificații care nu mai conțin cartilaj.
Totalitatea bronhiilor constituie arborele bronhic, sistem de tuburi care permite transportul aerului către alveolele pulmonare, locul în care se realizează schimburile gazoase la nivelul plămânului.
Inflamația mucoasei bronhiilor se numește bronșită.

## Anatomie
Arborele bronșic este totalitatea ramificațiilor intrapulmonare ale bronhiei principale și anume: Bronhie principală => bronhii lobare => bronhii segmentare => bronhiole preterminale => bronhiole terminale => bronhiole respiratorii => ducte alveolare => saci alveolari => alveole pulmonare. Ramificațiile intrapulmonare au formă cilindrică regulată, peretele lor fiind format dintr-o tunică fibro-cartilaginoasă, musculară și mucoasă. Tunica fibro-cartilaginoasă este formată din insule de cartilaj (diferită de cea din traheea, care prezintă inele de cartilaj cu forma literei „C”). Începând cu bronhiolele preterminale insulele de cartilaj dispar. Stratigrafia musculaturii netede se va modifica pe parcus ce avansam: în bronhiola preterminală fibrele musculare	netede sunt organizate în fascicule dispuse concentric, în bronhiola terminală fibrele musculare netede sunt dispuse în fascicule discontinue, în bronhiola respiratorie fibrele sunt aranjate în benzi de fibre musculare netede separate, în ducte benzile devin mai rarefiate, iar în alevolă fibrele musculare sunt absente. Arborele bronșic poate prezenta dilatații patologice în care se poate strânge puroi sau secreții.